# Eutálio (largicional)
Eutálio (em latim: Euthalius) foi um oficial bizantino do século VI, ativo sob o imperador Justiniano (r. 527–565). No verão de 537, foi enviado à Itália com dinheiro às tropas. Chegou em Tarracina em meados de junho (por volta dos solstício de verão) e de lá avançou para Roma com uma escolta pessoal retirada da guarda do general Belisário. Eles entraram na cidade sob o manto da noite com o dinheiro. Eutálio possivelmente era um oficial do departamento das sagradas liberalidades (sacrae largitiones), ou seja, um largicional.